# Christopher Abani

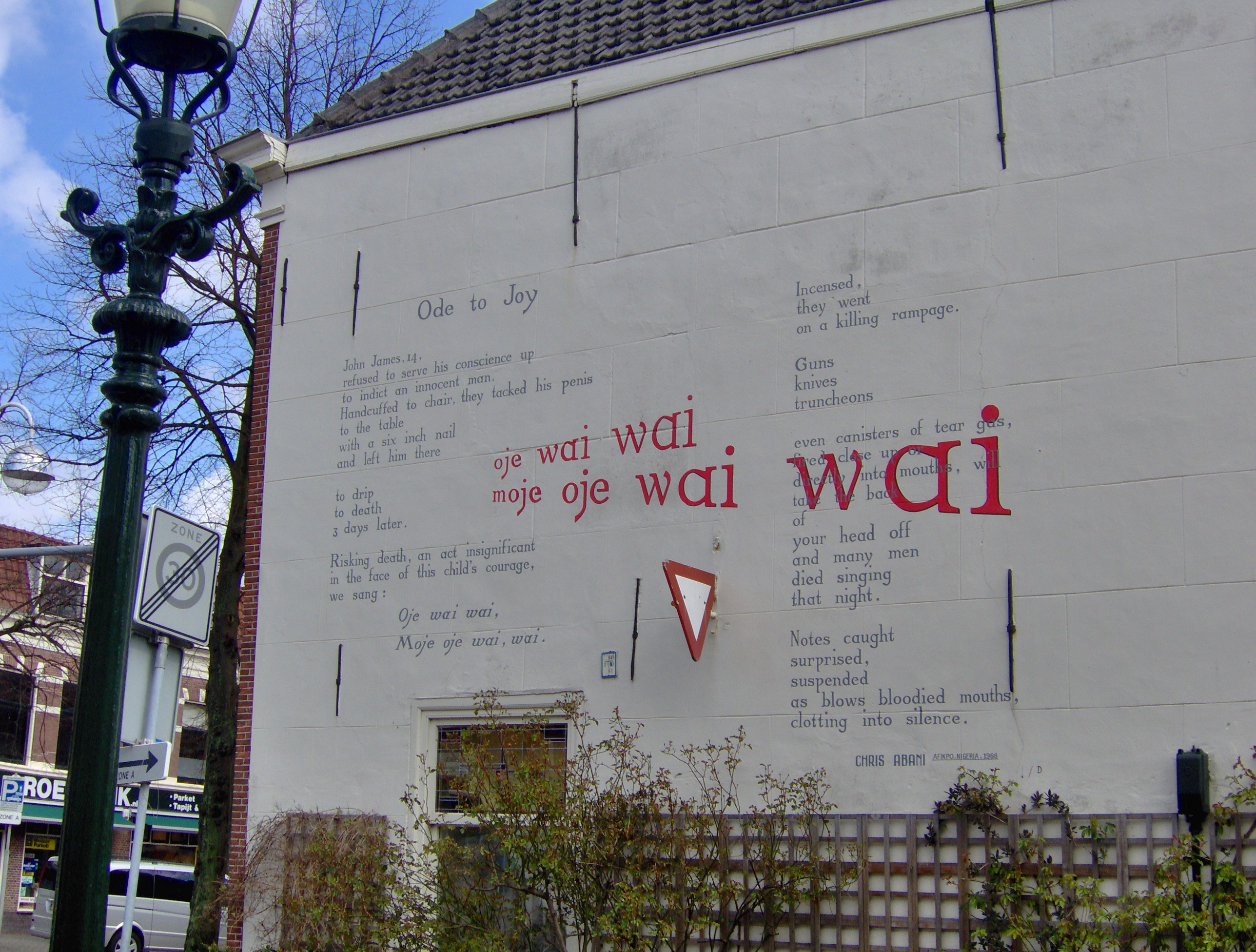
El poema "Oda a la alegría" en una pared de la ciudad holandesa de Leiden.

Christopher "Chris" Abani (27 de diciembre de 1966) es un escritor nigeriano - estadounidense. Forma parte de una nueva generación de escritores nigerianos que trabajan en transmitir a una audiencia angloparlante la experiencia de aquellos que han nacido y crecido en Nigeria.

## Biografía
Abani nació en Afikpo, Nigeria. Su padre era un maestro de escuela de la nación Igbo, y su madre descendiente de ingleses.
En 1985 a los 16 años publicó su primera novela, Masters of the Board. Era una novela de suspenso político, la trama estaba basada en un golpe de Estado que tuvo lugar en Nigeria. Estuvo encarcelado por seis meses como sospechoso de participar en un intento de derrocar el gobierno. Al salir de la cárcel continuó escribiendo, pero fue nuevamente apresado por un año luego de publicar en 1987 la novela Sirocco. Al ser liberado, compuso varias obras de teatro en contra del gobierno que durante dos años se pusieron en escena en la calle cerca de las oficinas del gobierno. Fue encarcelado por tercera vez y fue condenado a muerte. Por suerte en 1991 sus amigos lograron comprar su libertad soboornando a los guardias, e inmediatamente Abani viajó al Reino Unido, donde residió hasta 1999. Luego se mudó a Estados Unidos, donde vive en la actualidad.

## Educación y carrera
Abani tiene una Licenciatura (B.A.) en Estudios ingleses y Literarios de la Universidad Estatal de Imo, Nigeria; un Master (M.A.) en Género y Cultura de la Facultad de Birkbeck, Universidad de Londres; un Master en inglés de la Universidad de California del sur; y un Doctorado (Ph.D.) en Literatura y Escritura Creativa de la Universidad de California del sur.

Abani ha sido premiado con el Premio PEN Barbara Goldsmith Freedom to Write, el Premio Príncipe Claus en 2001, el Lannan Literary Fellowship, un Premio de Libro de la California, el Premio Hurston-Wright Legacy y el Premio PEN de la Hemingway Foundation. Parte de su poesía aparece en la revista en línea Mirlo. 
Su libro de poesía, Sanctificum (Cobrizo Canyon Prensa, 2010), es una secuencia de poemas enlazados, amistando ritual religioso, la lengua Igbo de su patria nigeriana, y ritmos de reggae en canciones de amor postracial y litúrgico.
La incursión de Abani en la industria editorial llevó a la creación de la serie de poesía "Black Goat", basado en la editorial de Nueva York Akashic Books. En esa serie, publicaron sus obras poetas como Kwame Dawes, Christina García, Kate Durbin, Karen Harryman, Uche Nduka, Percival Everett, Khadijah Reina y Gabriela Jauregui.

## Obras
Novelas
- The Secret History Of Las Vegas (Penguin, 2014)
- The Virgin of Flames (Penguin, 2007)
- GraceLand (FSG, 2004/Picador 2005)
- Masters of the Board (Delta, 1985)
- Becoming Abigail (Akashic Books, 2006)
- Song For Night (Akashic Books, 2007)

Poesía
- BLUE
- Sanctificum (Copper Canyon Press, 2010)
- Hands Washing Water (Copper Canyon Press, 2006)
- Dog Woman (Red Hen Press, 2004)
- Daphne's Lot (Red Hen Press, 2003)
- Kalakuta Republic (Saqi, 2001).

Ensayos
- The Face (Restless Books, 2014)

## Premios
2009
- Guggenheim Fellow in Fiction 2009

2008
- Ganador, PEN Beyond the Margins Award por Song For Night.
- Nominado al Lamada Award (The Virgin of Flames)
- Recibe Distinguished Humanist Award (UC, Riverside)
- 2007 Pushcart Nominación por Sanctificum (poetry)

2007
- New York Times Editor's Choice (Song for Night)
- Finalista, PEN Beyond the Margins Award (Becoming Abigail)
- A Barnes & Noble Discovery Selection (The Virgin of Flames)
- A New York Times Editor's Choice (The Virgin of Flames)
- A New York Libraries Books For Teens Selection (Becoming Abigail)

2006
- A New York Times Editor's Choice (Becoming Abigail)
- A Chicago Reader Critic's Choice (Becoming Abigail)
- A selection of the Essence Magazine Book Club (Becoming Abigail)
- A selection of the Black Expressions Book Club (Becoming Abigail)
- Pushcart Nomination (poesía) (A Way To Turn This To Light)

2005
- Ganador, Hemingway Foundation/PEN Award. (GraceLand)
- Ganador, Hurston-Wright Legacy Award (GraceLand)
- Medalla de Plata, California Book Award for Fiction (GraceLand)
- Finalista, Los Angeles Times Book Prize for Fiction (GraceLand)
- Finalist, Commonwealth Writers Prize, Best Books (Africa Region)(GraceLand)
- Nominación Pushcart por Blooding. StoryQuarterly.

2003
- Lannan Foundation Literary Fellowship, USA
- Hellman/Hammet Grant from Human Rights Watch, USA.

2002
- Imbongi Yesizwe Poetry International Award, South Africa.

2001
- PEN USA West Freedom-to-Write Award, USA.
- Prince Claus Awards.
- Middleton Fellowship, University of Southern California, USA